# Сарабецу

42°39′0″ пн. ш. 143°11′17″ сх. д. / 42.65000° пн. ш. 143.18806° сх. д.
Сарабе́цу (яп. 更別村, さらべつむら, МФА: [saɾabet͡su muɾa]) — село в Японії, в повіті Касай округу Токаті префектури Хоккайдо. Станом на 1 жовтня 2008 року площа села становила 176,45 км². Станом на 31 березня 2017 населення села становило 3250 осіб.